# Cyclosa yaginumai
Cyclosa yaginumai là một loài nhện trong họ Araneidae.
Loài này thuộc chi Cyclosa. Cyclosa yaginumai được Biswamoy Biswas & Dinendra Raychaudhuri miêu tả năm 1998.